# Stadtkirche Triebes

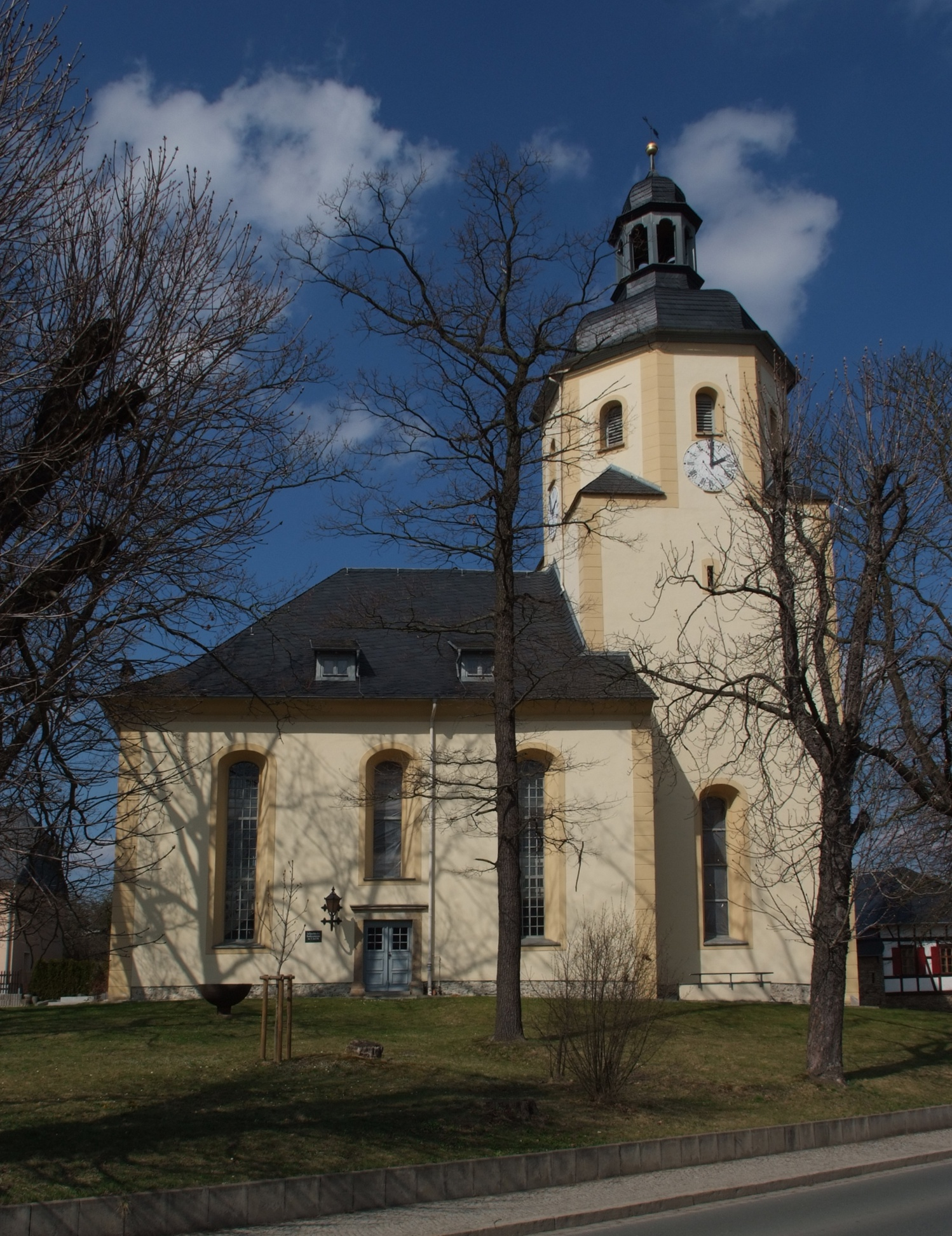
Die Stadtkirche

Die evangelisch-lutherische Stadtkirche Triebes steht im Stadtteil Triebes der Stadt Zeulenroda-Triebes im Landkreis Greiz in Thüringen. Die Kirchengemeinde gehört zum Kirchenkreis Greiz der Evangelischen Kirche in Mitteldeutschland.
Die Stadtkirche Triebes wurde 1716 errichtet. 1962 gestaltete man den Altarraum um. Seitdem ist die Kirche ein schlichtes Gotteshaus. Im hellen Altarraum ist ein Buntglasfenster aus der Vergangenheit zu sehen.
Der Fußboden im Gang und der Altarraum wurden erneuert und dabei konnten zwei Grabplatten freigelegt werden.
Flötengruppen, Kinderchor, Keybordgruppe, Posaunenchor und Kirchenchor üben die Kirchenmusik aus.